# برخورد یواس‌اس گرینویل و اهیمه مارو
برخورد یواس‌اس گرینویل و اهیمه مارو به واقعه‌ای اشاره دارد که طی آن یک زیردریایی آمریکایی با یک کشتی غیرنظامی ژاپنی برخورد و منجر به غرق آن شد. در ۹ فوریه سال ۲۰۰۱ میلادی و در فاصله حدود نه مایل دریایی (۱۷ کیلومتر؛ ۱۰ مایل) جنوب اوآهو، هاوایی در اقیانوس آرام، زیردریایی یواس‌اس گرینویل متعلق به نیروی دریایی ایالات متحده با یک کشتی آموزشی دبیرستانی شیلات ژاپنی به نام اهیمه مارو برخورد کرد. زیردریایی گرینویل قصد داشت که در حرکتی نمایشی یک مانور نظامی شیرجه به سطح آب را برای سرنشینان ویژه خودش به اجرا بگذارد که در این بین و زمانی که زیردریایی به سمت سطح شیرجه زد با بدنه کشتی اهیمه مارو برخورد کرد. پس از برخورد، کشتی اهیمه مارو ظرف مدت ده دقیقه غرق شد و ۹ نفر از ۳۵ سرنشین آن کشته شدند که در بین آن‌ها چهار دانش آموز دبیرستانی، دو معلم و سه خدمه قرار داشتند.